# Transmission (skivbolag)
Transmission var ett skivbolag som drevs av Tommy Rander i Göteborg under åren 1981-87 som efterföljare till det progressiva skivbolaget Nacksving. Även Björn Afzelius hade en viktig roll i Transmission, och efter att detta bolag gick i konkurs startade han sitt eget skivbolag Rebelle Records.
Bland de övriga artisterna och grupperna på Transmission märktes Tottas bluesband, Ulf Dageby, Danielsson & Pekkanini, Karin Green, Babies och Attentat.